# Croton ypanemensis
Espèce
Croton ypanemensis est une espèce de plantes à fleurs du genre Croton et de la famille des Euphorbiaceae, présente au Brésil (São Paulo).
Elle a pour synonyme :
- Oxydectes ypanemensis (Müll.Arg.) Kuntze